# Континенталс
«Континенталс» (англ. Continentals) — канадский полупрофессиональный футбольный клуб из Торонто, основан в 2008 году под названием «Воркута». На протяжении 9 лет был в любительском статусе. Большую часть команды составляют футболисты из Украины. В 2017 году клуб стал выступать в Канадской футбольной лиге (англ. Canadian Soccer League, CSL).

## История
Футбольный клуб «Воркута» был основан в 2008 году в Торонто группой русскоязычных любителей футбола. Фундамент был заложен двумя людьми: Игорем Демичевым — местным адвокатом и генеральным спонсором клуба и Самадом Кадыровым — нападающим и будущим капитаном команды. Кадыров, помимо финансовой поддержки по состоянию на 2017 год играл за вторую команду.
В начале 2017 года «Воркута» получила полупрофессиональный статус и заявилась в первую лигу Канады. В первом сезоне в CSL команда заняла первое место в регулярном чемпионате и дошла до полуфинала плей-офф, проиграв там ФК «Скарборо».
В канадской команде в основном выступают украинские футболисты, многие из которых играли на профессиональном уровне. Вратарь Александр Мусиенко был вратарём клуба первой лиги Украины ФК «Полтава», а Вадим Гостев со студенческой сборной Украины побеждал на Универсиаде-2007. Ключевыми игроками «Воркуты» стали Олег Керчу, Александр Волчков и Сергей Ивлев, забивший 13 мячей в регулярном чемпионате. Под выполнение высоких задач была информация о приглашении украинского специалиста Олега Луткова, но в итоге команду возглавил бывший защитник киевского «Динамо» и молодёжной сборной СССР Сергей Заец.
Полузащитник «Воркуты» Виталий Днистрян, основную часть своей карьеры отыгравший в украинской Первой лиге сказал, что уровень канадского турнира сопоставим по силе с украинским первым дивизионом.
В регулярном чемпионате ФК «Воркута» под руководством бывшего игрока киевского «Динамо» стал победителем, а по результатам матчей в плей-офф чемпионата выбыл, уступив с минимальным счётом СК «Скарборо» (0:1). Победу в турнире одержал «Йорк Риджн Шутерс» переигравший в серии послематчевых пенальти СК «Скарборо» 5:4 (основное время завершилось со счётом 1:1).
С мая 2022 года выступает под названием «Континенталс».

## Достижения
- Победитель регулярного чемпионата Канады 2018 года.

## Текущий состав
| Игрок                      | Предыдущий клуб               |
| -------------------------- | ----------------------------- |
| Александр Мусиенко         | Полтава (Украина)             |
| Руслан Зарубин             | Гелиос (Харьков, Украина)     |
| защитники                  |                               |
| Данила Лазарь              | Верес (Ровно, Украина)        |
| Александр Волчков          | Ингулец (Петровское, Украина) |
| Ярослав Сворак             | Николаев (Украина)            |
| Олег Керчу                 | Буковина (Черновцы, Украина)  |
| полузащитники и нападающие |                               |
| Виталий Днистрян           | Верес (Ровно)                 |
| Олег Шутов                 | Верес (Ровно)                 |
| Ярослав Солонинко          | Тернополь                     |
| Валерий Гайдаржи           | Бершадь                       |
| Вадим Гостев               | Юкрейн Юнайтед                |
| Александр Лакуста          | Николаев                      |
| Сергей Ивлев               | Юкрейн Юнайтед                |
| Богдан Бортник             | Динамо (Хмельницкий, Украина) |
| Николай Темнюк             | Нива (Тернополь, Украина)     |